# LeRoi Moore

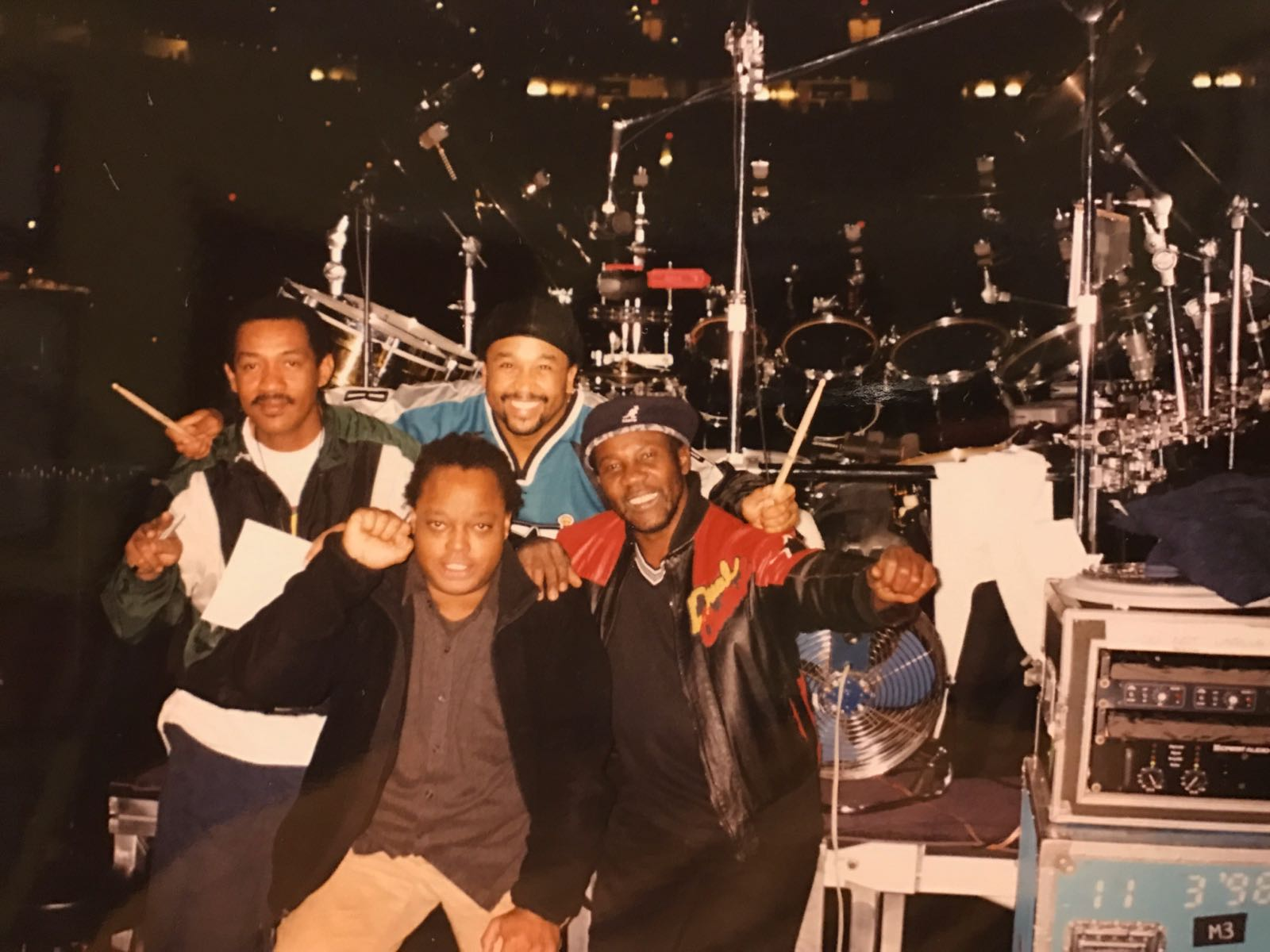
Des membres du groupe Toots & the Maytals et Dave Matthews Band pendant la tournée 1998. Paul Douglas (à gauche), Carter Beauford (derrière), LeRoi Moore (devant), Toots Hibbert (à droite).

LeRoi Moore (7 septembre 1961 - 19 août 2008) était un saxophoniste américain, connu comme membre fondateur du Dave Matthews Band. Il est mort le 19 août 2008, des suites d'un accident de quad survenu le 30 juin 2008, et d'une pneumonie.